# Stevie Nicks

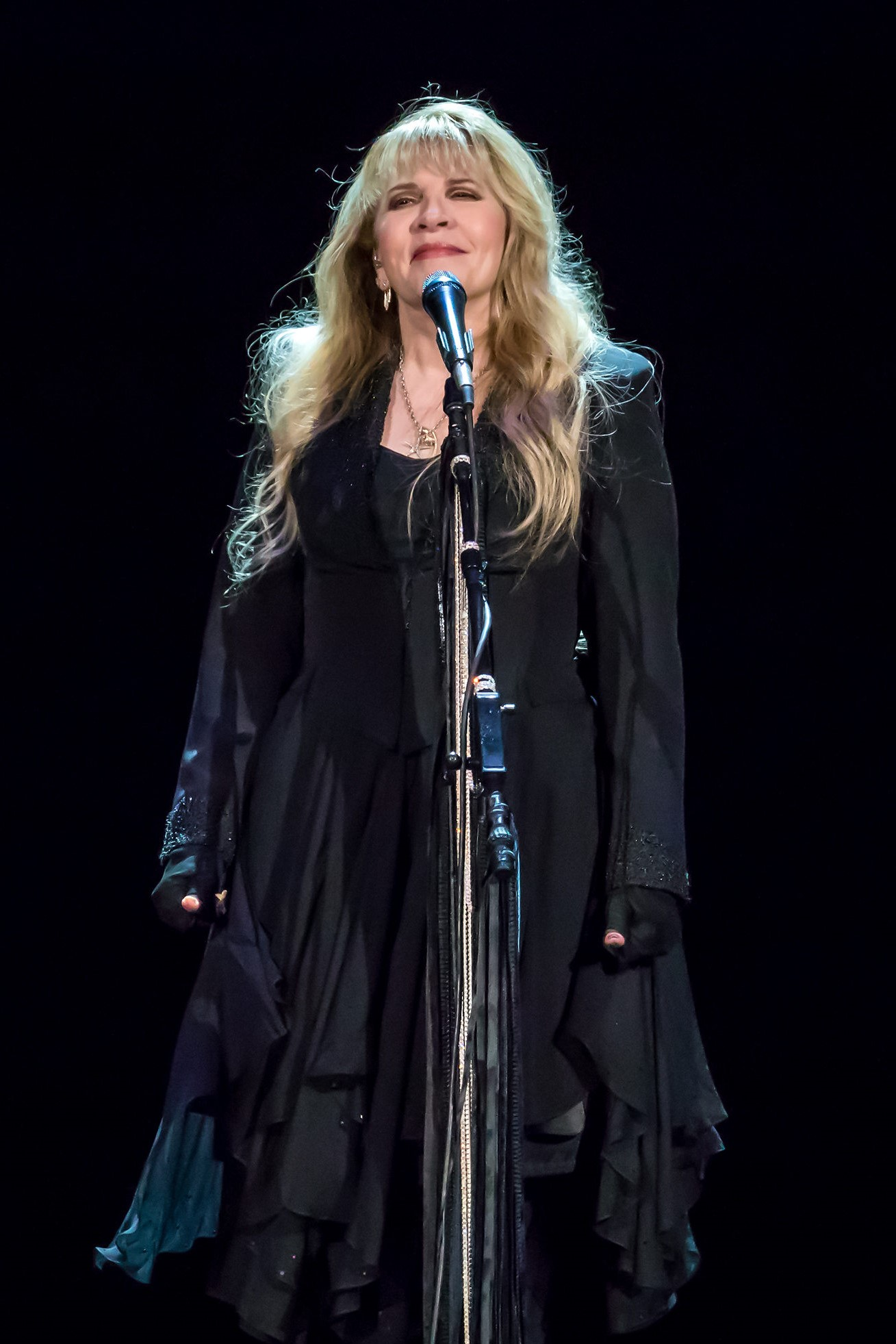
Stevie Nicks (2017)

Stephanie Lynn „Stevie“ Nicks (* 26. Mai 1948 in Phoenix, Arizona) ist eine US-amerikanische Sängerin und Komponistin. Sie wurde als Mitglied der Band Fleetwood Mac bekannt und ist auch als Solistin erfolgreich.

## Leben und Karriere
Nicks ist die Tochter von Jess Nicks (1925–2005), Präsident des Fleischverpackungs-Unternehmens Armor-Dial (seit 1971 Teil der Greyhound Lines), und der Hausfrau Barbara Nicks (1927–2011). Ihr Großvater Aaron Jess Nicks (1892–1974) war Country-Sänger und sang mit Nicks Duette, als sie vier Jahre alt war.
1968 stieg Nicks in Kalifornien in Lindsey Buckinghams Band Fritz ein. Die Gruppe wurde in der Musikszene der Westküste bekannt und spielte unter anderem als Vorgruppe von Jimi Hendrix, Janis Joplin und Creedence Clearwater Revival. 1972 löste sich die Band auf. Nicks nahm 1973 zusammen mit ihrem damaligen Lebenspartner Buckingham unter dem Titel Buckingham Nicks ein gemeinsames Album auf, das kein Erfolg wurde, aber die Aufmerksamkeit von Mick Fleetwood erregte.

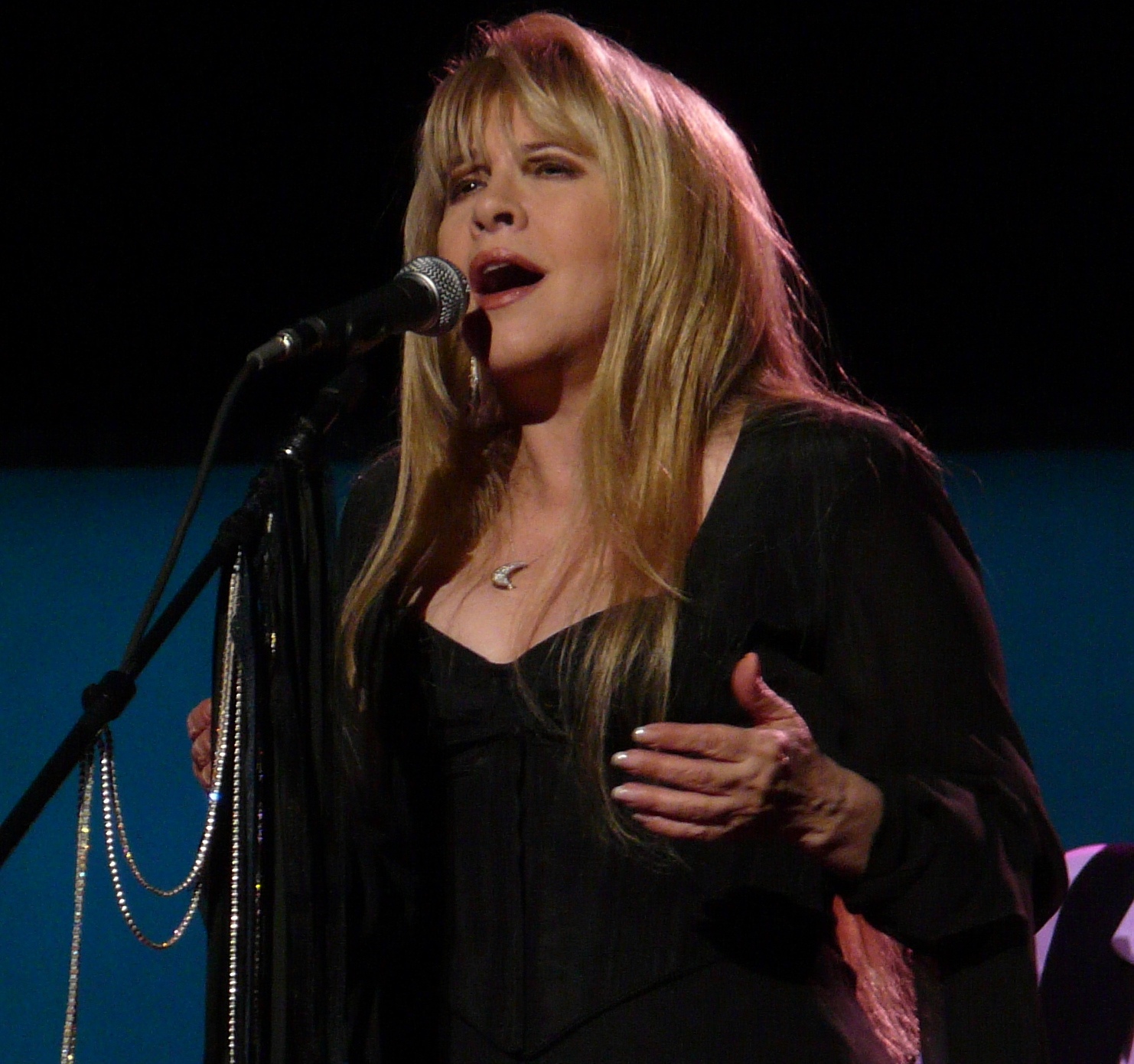
Stevie Nicks, 2009

Gemeinsam mit Buckingham stieß Nicks 1975 zu der bis dahin rein englischen, von Peter Green, John McVie und Mick Fleetwood gegründeten Bluesrockband Fleetwood Mac. Nach dem Ausstieg von Green, Danny Kirwan und Jeremy Spencer sowie weiteren Kurzzeitmitgliedern wurde die Band durch den Einstieg von Nicks und Buckingham zu einer englisch-amerikanischen Rockgruppe. Mit ihren Kompositionen und ihrer Stimme, die als „ruppiger, federleichter Alt“ beschrieben wurde, prägte sie auf den Erfolgsalben Fleetwood Mac (1975), Rumours (1977) und Tusk (1979) einige der größten Hits der Gruppe, zum Beispiel mit ihren Kompositionen Landslide (1975) sowie Dreams und I Don’t Want to Know von 1977.
Kurz vor den Aufnahmen zu Rumours beendete Nicks die Liebesbeziehung mit Buckingham, was fortan immer wieder zu Spannungen führte, die beide auch in ihren Songs verarbeiteten. Anfang der 1980er Jahre startete Nicks mit anfangs großem Erfolg eine Solokarriere. Sie beteiligte sich aber bis 1990 weiterhin an Fleetwood-Mac-Projekten. Wegen wachsender Drogenprobleme und deren Bewältigung musste sie zeitweilig aus der Musikszene aussteigen. 1986 begab Nicks sich wegen ihrer Kokainsucht zur Behandlung in das Betty Ford Center. Bald darauf wurde sie für acht Jahre von dem Tranquilizer Klonopin abhängig, der ihr von einem Psychiater verschrieben worden war. Durch einen Klinikaufenthalt konnte diese Abhängigkeit 1994 kuriert werden. Nicks wollte danach eigentlich nie wieder öffentlich auftreten, doch 1997 kam es zur erfolgreichen Wiedervereinigung von Fleetwood Mac.
Darüber hinaus trat Nicks regelmäßig mit den Dixie Chicks und Sheryl Crow auf, wobei letztere auch Nicks’ Album Trouble in Shangri-La produzierte und Songs für sie schrieb. Sie arbeitete unter anderem mit Don Henley von den Eagles, Tom Petty und John Stewart zusammen. In der dritten und der achten Staffel von American Horror Story hat sie mehrere Gastauftritte als sie selbst in Gestalt einer singenden Hexe.
Der Rolling Stone nahm Nicks 2015 als eine von wenigen Frauen in die Liste der 100 größten Songwriter aller Zeiten auf, Nicks belegte Rang 53. 2016 und 2017 war Nicks mit den Pretenders auf Tour. 2019 wurde sie als Solokünstlerin in die Rock and Roll Hall of Fame aufgenommen, nachdem sie 1998 bereits als Mitglied von Fleetwood Mac diese Ehrung erhalten hatte. Nicks ist damit die erste Frau, die zweimal in die Rock and Roll Hall of Fame aufgenommen wurde.

## Privatleben
Nicks war von 1966 bis 1976 mit Lindsey Buckingham liiert, 1977 kurz mit Mick Fleetwood, in den späten 1970er Jahren mit dem Eagles-Schlagzeuger/Sänger Don Henley und kurz mit dem Eagles-Songwriter J. D. Souther. 1979 hatte sie einen Schwangerschaftsabbruch, nachdem sie von Henley schwanger geworden war. Von 1980 bis 1981 war sie mit Jimmy Iovine zusammen, der Bella Donna produzierte.
1983 war sie kurz mit Kim Anderson verheiratet, dem Witwer ihrer besten Freundin Robin Anderson. Sie heirateten, kurz nachdem Robin Anderson an Leukämie gestorben war und während das Album Bella Donna an der Spitze der Charts stand. „Ich war entschlossen, mich um [Robins] Baby zu kümmern, also sagte ich zu Kim: ‚Ich weiß nicht, ich denke, wir sollten einfach heiraten.‘“ Nicks und Anderson ließen sich nach drei Monaten scheiden: „Und so heirateten wir drei Monate nach ihrem Tod, und das war ein schrecklicher, schrecklicher Fehler. Wir haben nicht geheiratet, weil wir verliebt waren, wir haben geheiratet, weil wir getrauert haben, und das war die einzige Möglichkeit, das Gefühl zu haben, etwas zu tun.“ Jahre nach der Scheidung traf sie sich wieder mit ihrem Stiefsohn, als er ein Teenager war.
Von 1983 bis 1986 war sie mit dem Eagles-Gitarristen Joe Walsh zusammen, den sie 2007 als eine ihrer größten Lieben bezeichnete, aber das Paar konnte die Beziehung wegen beiderseitigen Drogenmissbrauchs nicht aufrechterhalten. Nicks tourte 1984 mit Walsh und schrieb Has Anyone Ever Written Anything for You? über Walshs verstorbene Tochter.
Bis Juli 2007 lebte Nicks in Paradise Valley, einem Vorort von Phoenix, in einem Haus, das sie 1981 erbauen ließ und das sie mit ihrem Bruder, dessen Frau und deren Tochter teilte. Mitte 2007 kündigte sie an, dass sie ihr Haus verkaufen und sie sich verkleinern wolle. Das Haus wurde für drei Millionen Dollar verkauft. Nicks wurde als Pastorin der Universal Life Church ordiniert und traute 2013 den Deer-Tick-Sänger John McCauley mit Vanessa Carlton.
Laut einem Interview hat sie eine Asthmaerkrankung.

## Diskografie

### Studioalben
| Jahr | Titel                               | Höchstplatzierung, Gesamtwochen, AuszeichnungChartplatzierungen (Jahr, Titel, Platzierungen, Wochen, Auszeichnungen, Anmerkungen) | Höchstplatzierung, Gesamtwochen, AuszeichnungChartplatzierungen (Jahr, Titel, Platzierungen, Wochen, Auszeichnungen, Anmerkungen) | Höchstplatzierung, Gesamtwochen, AuszeichnungChartplatzierungen (Jahr, Titel, Platzierungen, Wochen, Auszeichnungen, Anmerkungen) | Höchstplatzierung, Gesamtwochen, AuszeichnungChartplatzierungen (Jahr, Titel, Platzierungen, Wochen, Auszeichnungen, Anmerkungen) | Anmerkungen                                                                         |
| Jahr | Titel                               | DE | CH | UK | US | Anmerkungen                                                                         |
| ---- | ----------------------------------- | --- | --- | --- | --- | ----------------------------------------------------------------------------------- |
| 1973 | Buckingham Nicks                    | — | — | — | — | Erstveröffentlichung: 5. September 1973 mit Lindsey Buckingham als Buckingham Nicks |
| 1981 | Bella Donna                         | — | — | UK11 (16 Wo.)UK | US1 ×4Vierfachplatin · (144 Wo.)US                                                                                                | Erstveröffentlichung: 27. Juli 1981                                                 |
| 1983 | The Wild Heart                      | DE25 (19 Wo.)DE | — | UK28 Silber · (19 Wo.)UK | US17 ×2Doppelplatin · (34 Wo.)US                                                                                                  | Erstveröffentlichung: 10. Juni 1983                                                 |
| 1985 | Rock a Little                       | DE23 (11 Wo.)DE | — | UK30 Gold · (22 Wo.)UK | US12 Platin · (35 Wo.)US | Erstveröffentlichung: 18. November 1985                                             |
| 1989 | The Other Side of the Mirror        | DE14 (21 Wo.)DE | CH21 (2 Wo.)CH | UK3 Gold · (14 Wo.)UK | US10 Platin · (21 Wo.)US | Erstveröffentlichung: 11. Mai 1989                                                  |
| 1994 | Street Angel                        | DE67 (5 Wo.)DE | — | UK16 (4 Wo.)UK | US45 Gold · (10 Wo.)US | Erstveröffentlichung: 23. Mai 1994                                                  |
| 2001 | Trouble in Shangri-La               | DE44 (3 Wo.)DE | — | UK43 (3 Wo.)UK | US5 Gold · (20 Wo.)US | Erstveröffentlichung: 1. Mai 2001                                                   |
| 2011 | In Your Dreams                      | DE37 (2 Wo.)DE | — | UK14 (6 Wo.)UK | US6 (16 Wo.)US | Erstveröffentlichung: 3. Mai 2011                                                   |
| 2014 | 24 Karat Gold: Songs from the Vault | DE69 (1 Wo.)DE | — | UK14 (3 Wo.)UK | US7 (6 Wo.)US | Erstveröffentlichung: 3. Oktober 2014                                               |

grau schraffiert: keine Chartdaten aus diesem Jahr verfügbar

### Livealben
| Jahr | Titel                                    | Höchstplatzierung, Gesamtwochen, AuszeichnungChartplatzierungen (Jahr, Titel, Platzierungen, Wochen, Auszeichnungen, Anmerkungen) | Höchstplatzierung, Gesamtwochen, AuszeichnungChartplatzierungen (Jahr, Titel, Platzierungen, Wochen, Auszeichnungen, Anmerkungen) | Anmerkungen                            |
| Jahr | Titel                                    | DE | US | Anmerkungen                            |
| ---- | ---------------------------------------- | --- | --- | -------------------------------------- |
| 2009 | The Soundstage Sessions                  | — | US47 (2 Wo.)US | Erstveröffentlichung: 30. März 2009    |
| 2020 | Live in Concert – The 24 Karat Gold Tour | DE14 (2 Wo.)DE | — | Erstveröffentlichung: 30. Oktober 2020 |
| 2023 | Bella Donna: Live 1981                   | — | US126 (1 Wo.)US | Erstveröffentlichung: 21. April 2023   |

### Kompilationen
| Jahr | Titel                                      | Höchstplatzierung, Gesamtwochen, AuszeichnungChartplatzierungen (Jahr, Titel, Platzierungen, Wochen, Auszeichnungen, Anmerkungen) | Höchstplatzierung, Gesamtwochen, AuszeichnungChartplatzierungen (Jahr, Titel, Platzierungen, Wochen, Auszeichnungen, Anmerkungen) | Höchstplatzierung, Gesamtwochen, AuszeichnungChartplatzierungen (Jahr, Titel, Platzierungen, Wochen, Auszeichnungen, Anmerkungen) | Anmerkungen                                   |
| Jahr | Titel                                      | DE | UK | US | Anmerkungen                                   |
| ---- | ------------------------------------------ | --- | --- | --- | --------------------------------------------- |
| 1991 | Timespace: The Best of Stevie Nicks        | DE29 (9 Wo.)DE | UK15 Gold · (6 Wo.)UK | US30 Platin · (24 Wo.)US | Erstveröffentlichung: 3. September 1991       |
| 1998 | Enchanted                                  | — | — | US85 Gold · (2 Wo.)US | Erstveröffentlichung: 28. April 1998 3-CD-Box |
| 2007 | Crystal Visions: Very Best of Stevie Nicks | — | UK— GoldUK | US21 (12 Wo.)US | Erstveröffentlichung: 27. März 2007           |

Weitere Kompilationen
- 2000: The Divine Stevie Nicks
- 2017: Rarities 1981–1983
- 2019: Stand Back: 1981–2017
- 2023: Complete Studio Albums and Rarities (16-Vinyl & 10-CD-Box)

### Singles
| Jahr | Titel Album                                                     | Höchstplatzierung, Gesamtwochen, AuszeichnungChartplatzierungen (Jahr, Titel, Album, Platzierungen, Wochen, Auszeichnungen, Anmerkungen) | Höchstplatzierung, Gesamtwochen, AuszeichnungChartplatzierungen (Jahr, Titel, Album, Platzierungen, Wochen, Auszeichnungen, Anmerkungen) | Höchstplatzierung, Gesamtwochen, AuszeichnungChartplatzierungen (Jahr, Titel, Album, Platzierungen, Wochen, Auszeichnungen, Anmerkungen) | Anmerkungen                                                                 |
| Jahr | Titel Album                                                     | DE | UK | US | Anmerkungen                                                                 |
| ---- | --------------------------------------------------------------- | --- | --- | --- | --------------------------------------------------------------------------- |
| 1978 | Whenever I Call You Friend Nightwatch                           | — | — | US5 (20 Wo.)US | Erstveröffentlichung: Juli 1978 mit Kenny Loggins                           |
| 1981 | Stop Draggin’ My Heart Around Bella Donna                       | — | UK50 (4 Wo.)UK | US3 (21 Wo.)US | Erstveröffentlichung: 7. Juli 1981 mit Tom Petty & the Heartbreakers        |
| 1981 | Leather and Lace Bella Donna                                    | — | — | US6 (19 Wo.)US | Erstveröffentlichung: 6. Oktober 1981 mit Don Henley                        |
| 1982 | Edge of Seventeen (Just Like the White Winged Dove) Bella Donna | — | UK86 ×2Doppelplatin · (1 Wo.)UK | US11 (14 Wo.)US | Erstveröffentlichung: 4. Februar 1982 in UK erst 2021 in den Charts         |
| 1982 | After the Glitter Fades Bella Donna                             | — | — | US32 (11 Wo.)US | Erstveröffentlichung: 30. April 1982                                        |
| 1983 | Stand Back The Wild Heart                                       | DE32 (13 Wo.)DE | — | US5 (19 Wo.)US | Erstveröffentlichung: 19. Mai 1983                                          |
| 1983 | If Anyone Falls The Wild Heart                                  | — | — | US14 (14 Wo.)US | Erstveröffentlichung: 3. September 1983                                     |
| 1983 | Nightbird The Wild Heart                                        | — | — | US33 (12 Wo.)US | Erstveröffentlichung: 30. November 1983                                     |
| 1985 | Talk to Me Rock a Little                                        | DE28 (11 Wo.)DE | UK68 (3 Wo.)UK | US4 (18 Wo.)US | Erstveröffentlichung: Oktober 1985                                          |
| 1985 | I Can’t Wait Rock a Little                                      | DE58 (6 Wo.)DE | UK54 (4 Wo.)UK | US16 (13 Wo.)US | Erstveröffentlichung: Dezember 1985                                         |
| 1986 | Has Anyone Ever Written Anything for You? Rock a Little         | — | UK84 (2 Wo.)UK | US60 (6 Wo.)US | Erstveröffentlichung: 12. Mai 1986                                          |
| 1986 | Needles and Pins (Live) Pack up the Plantation: Live!           | — | — | US37 (9 Wo.)US | Erstveröffentlichung: 1986 Tom Petty & the Heartbreakers feat. Stevie Nicks |
| 1989 | Rooms on Fire The Other Side of the Mirror                      | DE46 (12 Wo.)DE | UK16 (7 Wo.)UK | US16 (14 Wo.)US | Erstveröffentlichung: 24. April 1989                                        |
| 1989 | Long Way to Go The Other Side of the Mirror                     | DE60 (7 Wo.)DE | UK60 (2 Wo.)UK | — | Erstveröffentlichung: 31. Juli 1989                                         |
| 1989 | Whole Lotta Trouble The Other Side of the Mirror                | — | UK62 (2 Wo.)UK | — | Erstveröffentlichung: 13. Oktober 1989                                      |
| 1991 | Sometimes (It’s a Bitch) Timespace: The Best of Stevie Nicks    | DE55 (7 Wo.)DE | UK40 (4 Wo.)UK | US56 (8 Wo.)US | Erstveröffentlichung: 12. August 1991                                       |
| 1991 | I Can’t Wait Timespace: The Best of Stevie Nicks                | — | UK47 (2 Wo.)UK | — | Erstveröffentlichung: 1991                                                  |
| 1994 | Maybe Love Will Change Your Mind Street Angel                   | — | UK42 (4 Wo.)UK | US57 (10 Wo.)US | Erstveröffentlichung: Mai 1994                                              |
| 2006 | Dreams –                                                        | — | UK14 (6 Wo.)UK | — | Erstveröffentlichung: 17. April 2006 Deep Dish feat. Stevie Nicks           |

Weitere Singles
- 1987: Silent Night
- 1989: Two Kinds of Love (mit Bruce Hornsby)
- 1994: Blue Denim
- 2001: Planets of the Universe
- 2007: Stand Back (The Remixes)
- 2011: Secret Love, Album In Your Dreams
- 2011: For What It’s Worth
- 2017: Beautiful People Beautiful Problems (mit Lana Del Rey)

### Videoalben
| Jahr | Titel                                   | Höchstplatzierung, Gesamtwochen, AuszeichnungChartplatzierungen (Jahr, Titel, Platzierungen, Wochen, Auszeichnungen, Anmerkungen) | Höchstplatzierung, Gesamtwochen, AuszeichnungChartplatzierungen (Jahr, Titel, Platzierungen, Wochen, Auszeichnungen, Anmerkungen) | Anmerkungen                                    |
| Jahr | Titel                                   | UK | US | Anmerkungen                                    |
| ---- | --------------------------------------- | --- | --- | ---------------------------------------------- |
| 1987 | Stevie Nicks Live at Red Rocks          | UK15 (4 Wo.)UK | US— GoldUS | Erstveröffentlichung: 1987 Charteinstieg: 2014 |
| 2009 | Live in Chicago                         | UK6 (7 Wo.)UK | — | Erstveröffentlichung: 31. März 2009            |
| 2020 | Live in Concert: The 24 Karat Gold Tour | UK2 (21 Wo.)UK | — | Erstveröffentlichung: 20. Oktober 2020         |
| 2021 | Whenever I Call You Friend              | UK2 (… Wo.)UK | — | Erstveröffentlichung: 15. Januar 2021          |

## Auszeichnungen für Musikverkäufe
| Goldene Schallplatte - Australien - 2006: für das Videoalbum Stevie Nicks Live at Red Rocks - 2010: für das Album Crystal Visions: Very Best of Stevie Nicks - 2011: für das Videoalbum Live in Chicago - Brasilien - 2023: für das Lied Edge of Midnight - Kanada - 2023: für die Single Stop Draggin’ My Heart Around - Neuseeland - 1982: für das Album Bella Donna - 1986: für das Album Rock a Little Platin-Schallplatte - Australien - 1991: für das Album Timespace: The Best of Stevie Nicks - Kanada - 1984: für das Album The Wild Heart - 2023: für die Single Leather and Lace | 2× Platin-Schallplatte - Kanada - 1982: für das Album Bella Donna 3× Platin-Schallplatte - Kanada - 2023: für die Single Edge of Seventeen (Just Like the White Winged Dove) - Neuseeland - 2024: für die Single Edge of Seventeen (Just Like the White Winged Dove) 4× Platin-Schallplatte - Neuseeland - 1992: für das Album Timespace: The Best of Stevie Nicks |

Anmerkung: Auszeichnungen in Ländern aus den Charttabellen bzw. Chartboxen sind in ebendiesen zu finden.
| Land/RegionAuszeichnungen für Musikverkäufe (Land/Region, Auszeichnungen, Verkäufe, Quellen) | Silber  | Gold       | Platin       | Verkäufe   | Quellen                       |
| -------------------------------------------------------------------------------------------- | ------- | ---------- | ------------ | ---------- | ----------------------------- |
| Australien (ARIA)                                                                            | —       | 3× Gold3   | Platin1      | 120.000    | aria.com.au                   |
| Brasilien (PMB)                                                                              | —       | Gold1      | —            | 20.000     | pro-musicabr.org.br           |
| Kanada (MC)                                                                                  | —       | Gold1      | 7× Platin7   | 660.000    | musiccanada.com               |
| Neuseeland (RMNZ)                                                                            | —       | 2× Gold2   | 7× Platin7   | 140.000    | aotearoamusiccharts.co.nz NZ2 |
| Vereinigte Staaten (RIAA)                                                                    | —       | 4× Gold4   | 9× Platin9   | 10.550.000 | riaa.com                      |
| Vereinigtes Königreich (BPI)                                                                 | Silber1 | 4× Gold4   | 2× Platin2   | 1.620.000  | bpi.co.uk                     |
| Insgesamt                                                                                    | Silber1 | 15× Gold15 | 26× Platin26 |            |                               |

## Filmografie

### Fernsehserien
- 2013, 2018: American Horror Story (Folgen 3x09, 3x10, 3x13 und 8x05)